# دیوید برد، بارونت اول
دیوید برد، بارونت اول (انگلیسی: Sir David Baird, 1st Baronet; ۶ دسامبر ۱۷۵۷ – ۱۸ اوت ۱۸۲۹) فرد نظامی اهل پادشاهی متحد بریتانیای کبیر و ایرلند بود. وی همچنین برندهٔ جوایزی همچون نشان حمام شده‌است.